# Blanche Caffiereová
Blanche Caffiereová, nar. Katherine Blanche Hamilton (22. října1906, Rockport, Indiana – 19. listopadu 2006, Seattle, Washington) byla americká spisovatelka, autorka dvou vzpomínkových knih a dlouholetá pedagožka.

## Životopis
Narodila se jako čtvrté dítě v rodině farmáře ve státě Indiana v USA. Měla tři starší sourozence, bratry Carla a Ralfa a sestru Ester. V roce 1907 se rodina přestěhovala na severozápad Spojených států, do města Seattle, kde se usadili v domě poblíž jezera Green Lake. Autorka navštěvovala ve městě nejprve Lincolnovu a později Rooseveltovu střední školu, kde byla její spolužačkou a potom také celoživotní kamarádkou, spisovatelka Betty MacDonaldová. Autorka se spřátelila nejen s Betty, ale s celou rodinou Bardových. Po maturitě nastoupila autorka na učitelský ústav v Bellinghamu (nyní Western Washington University), který s úspěchem absolvovala k velké radosti své matky, která si přála, aby její dcera byla učitelkou. Později obdržela ještě magisterský titul na Lewis and Clark College v Portlandu. V době jejích studií se učitelky nesměly vdávat, což se později změnilo. V rodině Bardových, kterou často navštěvovala a důvěrně znala, se seznámila s mladým pojišťovacím úředníkem Georegem Keithem Hutchingsem, kterému přátelé říkali „Jock“. V roce 1932 se za něho provdala a v manželství se jim narodily dvě děti, dcera Jill a syn Keith.
Přerušila svoji kariéru učitelky a věnovala se plně své domácnosti a rodině. Její manžel získal lépe placené místo v Portlandu ve státě Oregon, kam se rodina přestěhovala do krásného nového domu.
Po vypuknutí 2. světové války se její manžel přihlásil k letectvu a byl odvelen na Galapágy. Autorce se velmi stýskalo po její rodině a přátelích a proto se rozhodla dům prodat a odstěhovat se na Vashonův ostrov, poblíž města Seattle. Zde nastoupila nejprve jako zastupující a pak jako řádná učitelka na místní škole. K její velké radosti zjistila, že na ostrově bydlí se svojí rodinou i Betty MacDonaldová, která začínala slavit první úspěchy na své spisovatelské dráze. Jejich osudy se tak opět protnuly a jejich přátelství pokračovalo až do smrti Betty MacDonaldové v roce 1958.
Po skončení války se Jock Hutchings vrátil domů a rodina opět přesídlila do Portlandu. Jock Hutchings si nepřál, aby jeho manželka učila, protože se obával, že jejich známí by si mohli myslet, že nedokáže uživit rodinu. Tato skutečnost, spolu se společenskými poměry v Portlandu, měly za následek neshody v manželství, které v roce 1952 vyústily, po dohodě obou manželů, v rozvod.
Autorka v té době dostala nabídku na místo učitelky základní školy v Seattlu a přestěhovala se tam i s dětmi. V roce 1958 se podruhé vdala za Cyrila Caffiere a znovu se s ním a s dětmi přestěhovala na ostrov Vashon. Jak sama říkala, na tomto ostrově „žijí různí lidé, různým způsobem“ a to se jí líbilo, protože stejně jako Betty MacDonaldová měla ráda lidi a měla pochopení pro jejich slabosti. Věnovala se plně pedagogické a knihovnické činnosti, vyučovala i v Londýně, v rámci Fulbrightovy výměny učitelů. Napsala řadu článků ze svého oboru výchovy a vzdělávání mládeže, které uveřejňovala v Christian Science Monitor a dalších časopisech. V roce 1978 vyšla na její popud publikace The Past Remembered: A Vashon-Maury Island Student-community Project, která se zabývá dějinami ostrova Vashon a historií trajektové dopravy v Pugetském zálivu a stala se i spoluautorkou dalších dvou pokračování  The Past Remembered II a The Past Remembered III.
Na časté naléhání svých přátel, ve svých 85 letech, literárně zpracovala své vzpomínky na Betty MacDonaldovou a její rodinu v knize Hodně smíchu a pár slz, (Much Laughter, A Few Tears, 1992). Druhá vzpomínková kniha z roku 2002 Rocking Chair Memories (Paměti houpacího křesla) je sbírkou neobyčejných příběhů, které se stávají obyčejným lidem. Obsahuje osobní zážitky a vzpomínky od roku 1911, kdy autorce bylo 5 let. V listopadu 2006 spisovatelka, ve věku 100 let, zemřela ve West Seattlu ve státě Washington.

## Spisy

### Beletrie
- 1992, Much Laughter, A Few Tears, česky vyšlo v překladu Evy Marxové jako Hodně smíchu a pár slz, LIKA KLUB/Knižní klub, (1999) a jako zvukový záznam na CD, Popron Praha, (2010)
- 2006, Rocking Chair Memories (Paměti houpacího křesla)

### Historie
- 1991, The Past Remembered II: Vashon-Maury Island Memories (spoluautorka s Garlandem Bakerem Norinem)
- 2008, The Past Remembered III: Vashon-Maury Island Memories (spoluautorka s Garlandem Bakerem Norinem)